# Puchar Malty w piłce siatkowej mężczyzn
Puchar Malty w piłce siatkowej mężczyzn (ang. Maltese National Cup) – cykliczne krajowe rozgrywki sportowe, organizowane corocznie przez Maltański Związek Piłki Siatkowej (Malta Volleyball Association) dla maltańskich męskich klubów siatkarskich.
Rozgrywki odbywają się pod nazwą Fr. Tony Parnis National Cup.

## Triumfatorzy
| Sezon     | 1. miejsce            | 2. miejsce           | Wynik |
| --------- | --------------------- | -------------------- | --- |
| ...       |                       |                      | |
| 2002/2003 | Pembroke XIL          | Fleur-de-Lys FEB     | 1:3 3:1 |
| 2003/2004 | Fleur-de-Lys FEB      | Kerygma              | 3:1 3:2 |
| 2004/2005 |                       |                      | |
| 2006      | Aloysians             | Kerygma              | |
| 2007      | Fleur-de-Lys FEB      | Kerygma              | 3:2 |
| 2008      | Marsascala Mapei      | Fleur-de-Lys FEB     | 3:0 |
| 2009      | Valletta Mapei        | Fleur-de-Lys Western | |
| 2010      | Valletta Mapei        | Aloysians Defenders  | |
| 2011      | Valletta San Antonio  | Attard Tenovar       | 3:0 (25:22, 25:23, 25:18) 3:0 (25:18, 25:23, 26:24)                                                              |
| 2012      | Valletta San Antonio  | Aloysians Defenders  | 0:3 (20:25, 18:25, 18:25) 3:2 (25:23, 17:25, 20:25, 25:15, 15:10) 3:1 (23:25, 25:23, 25:20, 25:22)               |
| 2013      | FDL Office Group      | Attard Tenovar       | 3:0 (25:20, 25:18, 25:23) 3:0 (25:7, 25:13, 25:15)                                                               |
| 2014      | FDL Office Group      | Valletta Mapei       | 2:3 (17:25, 25:14, 27:25, 17:25, 12:15) 3:1 (15:25, 25:22, 25:19, 25:12) 3:2 (26:28, 25:21, 21:25, 18:25, 15:11) |
| 2015      |                       |                      | |
| 2016      | Fleur-de-Lys Twistees | Aloysians            | 3:0 (25:14, 25:19, 30:28) 3:0 (25:13, 25:21, 25:21)                                                              |
| 2017–2020 |                       |                      | |